# 앨리슨 윌리엄슨
앨리슨 윌리엄슨(Alison Jane Williamson, 1971년 11월 3일~)은 영국의 양궁 선수이다. 

## 경력
올림픽은 총6번 출전하였는데, 2004 아테네 올림픽 양궁 개인전에서 동메달을 획득하였다. 올림픽 4번째 출전만에 획득한 메달이며, 이 메달이 2024년 현재까지 영국 양궁의 최근 메달 기록이다.